# Nvidia-GeForce-20-Serie

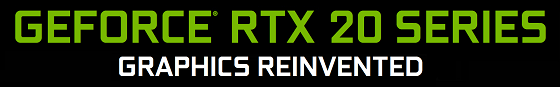
Logo der Nvidia-GeForce-20-Serie

Die GeForce-20-Serie ist eine Serie von Grafikchips des Unternehmens Nvidia und Nachfolger der GeForce-10-Serie. Die Produkte der Serie deckten ausschließlich den gehobenen Midrange- und High-End- bzw. Enthusiastenmarkt ab; der Einsteiger- und untere Midrange- bzw. Mainstream-Markt dieser Grafikkartengeneration wurde von einer separaten Modellreihe, der GeForce-16-Serie, bedient.
Im Vorfeld der Gamescom stellte Nvidia die GeForce-20-Serie am 20. August 2018 vor. Die unter dem Codenamen „Turing“ (nach dem britischen Mathematiker Alan Turing) laufende Serie legte erstmals im Endverbraucherbereich den Schwerpunkt auf Hardware-beschleunigtes Echtzeit-Raytracing. Um diesen Aspekt zu unterstreichen, änderte Nvidia das bisher in Verkaufsnamen meist verwendete Präfix GTX in RTX um. Eine weitere Neuerung bestand in der Verwendung von GDDR6-Speicher. Verkaufsstart war der 20. September 2018.
Die GeForce-20-Serie wurde im September 2020 von der GeForce-30-Serie abgelöst.

## Turing-Architektur
Die Turing-Architektur ist die direkte Weiterentwicklung der Volta-Architektur, welche aber nie bei den Grafikkarten der GeForce-Serie zum Einsatz kam. Die Volta-Architektur kam nur bei der Titan-Serie, sowie bei den professionellen Serien, Quadro und Tesla, zum Einsatz. Bei den GeForce-Grafikkarten löst die Turing-Architektur die Pascal-Architektur der GeForce-10-Serie ab.
Die Grafikprozessoren, welche auf der Turing-Architektur basieren, setzen sich aus sogenannten Graphics-Processing-Cluster (GPC) zusammen, welche teilweise auch als Raster-Engines bezeichnet werden. Jeder Graphics-Processing-Cluster enthält je 4 oder 6 Texture-Processing-Cluster (TPC), die teilweise nicht komplett aktiviert sind. Ein Texture-Processing-Cluster besteht dabei aus zwei Shader-Clustern, welche von Nvidia als Streaming-Multiprozessoren (SM) bezeichnet werden. Diese Streaming-Multiprozessoren, der Funktionsblock, der die wichtigsten Einheiten umfasst, weisen gegenüber der Pascal-Architektur erhebliche Veränderungen auf und sind teilweise neu geordnet worden. Dabei sind jedem Streaming-Multiprozessor zugeordnet:
- 64 FP32-Einheiten für 32-bit-Gleitkomma-Zahlen und 2 FP64-Einheiten für 64-bit-Gleitkomma-Zahlen
- 64 INT32-Einheiten für 32-bit-Ganzzahlen, die parallel zu den Gleitkommaeinheiten arbeiten können
- 4 Textureinheiten, bestehend aus je einer Texture Mapping Unit und einer Texture Address Unit
- 16 Load/Store-Einheiten
- 16 Special-Function-Units
- 8 Tensoreinheiten
- 1 Raytracing-Einheit

Bei Pascal bestand ein Streaming-Multiprozessor noch aus 128 FP32-Einheit welche entweder 32-bit-Gleitkomma-Zahlen (Floating Point) oder 32-bit-Ganzzahlen (Integer) ausgeben können. Bei Turing wurde dieses System aufgegeben und stattdessen die FP32-Einheit auf 64 reduziert, sowie neu 64 INT32-Einheiten hinzugefügt. Dadurch können beide Operationen parallel ausgeführt werden. Alternativ können die FP32-Einheiten auch 16-bit-Gleitkomma-Zahlen (halbe Genauigkeit) im Verhältnis 2:1 berechnen (Pascal 1:1).
Von der Volta-Architektur übernommen wurden die Tensor-Kerne für KI-Berechnungen. Dabei handelt es sich laut Nvidia um FP16-Einheiten für Matrizen-Berechnungen. Sie können aber auch FP32-, INT4- und INT8-Befehle ausführen, was aber nur bei professionellen Anwendungen von Bedeutung ist. Bei 3D-Anwendungen sind laut Nvidia nur die FP16-Berechnungen der Tensorkerne von Bedeutung.
Die von Nvidias Marketing am stärksten hervorgehobene Neuerung der Turing-Architektur ist die hardwareseitige Raytracing-Unterstützung. Dazu verfügt jeder Streaming-Multiprozessor über eine Raytracing-Einheit, teilweise auch als RT Core bezeichnet. Da Nvidia keine Angaben macht, wie diese funktionieren, lässt sich derzeit auch nicht rekonstruieren, was eine RT-Einheit genau tut. Nvidia gibt lediglich die Anzahl an RT-Einheiten pro Modell, sowie eine Füllrate von Gigarays pro Sekunde an.

## Datenübersicht

### Grafikprozessoren
| Grafik- chip | Fertigung  | Fertigung      | Fertigung   | Einheiten | Einheiten      | Einheiten      | Einheiten      | Einheiten         | Einheiten     | Einheiten | L2- Cache | API-Support | API-Support | API-Support | API-Support | API-Support | Video- pro- zessor | Bus- Schnitt- stelle |
| Grafik- chip | Pro- zess  | Transis- toren | Die- Fläche | ROPs      | Unified-Shader | Unified-Shader | Unified-Shader | Textur- einheiten | Tensor- kerne | RT- Kerne | L2- Cache | DirectX     | OpenGL      | OpenCL      | CUDA        | Vulkan      | Video- pro- zessor | Bus- Schnitt- stelle |
| Grafik- chip | Pro- zess  | Transis- toren | Die- Fläche | ROPs      | GPC            | SM             | ALUs           | Textur- einheiten | Tensor- kerne | RT- Kerne | L2- Cache | DirectX     | OpenGL      | OpenCL      | CUDA        | Vulkan      | Video- pro- zessor | Bus- Schnitt- stelle |
| ------------ | ---------- | -------------- | ----------- | --------- | -------------- | -------------- | -------------- | ----------------- | ------------- | --------- | --------- | ----------- | ----------- | ----------- | ----------- | ----------- | ------------------ | -------------------- |
| TU102        | TSMC 12 nm | 18,6 Mrd.      | 754 mm²     | 96        | 6              | 72             | 4608           | 288               | 576           | 72        | 06 MiB    | 12.2        | 4.6         | 3.0         | 7.5         | 1.3         | VP10               | PCIe 3.0 ×16         |
| TU104        | TSMC 12 nm | 13,6 Mrd.      | 545 mm²     | 64        | 6              | 48             | 3072           | 192               | 384           | 48        | 04 MiB    | 12.2        | 4.6         | 3.0         | 7.5         | 1.3         | VP10               | PCIe 3.0 ×16         |
| TU106        | TSMC 12 nm | 10,8 Mrd.      | 445 mm²     | 64        | 3              | 36             | 2304           | 144               | 288           | 36        | 04 MiB    | 12.2        | 4.6         | 3.0         | 7.5         | 1.3         | VP10               | PCIe 3.0 ×16         |
| TU106B       | TSMC 12 nm | 10,8 Mrd.      | 445 mm²     | 64        | 3              | 36             | 2304           | 144               | 288           | 36        | 04 MiB    | 12.2        | 4.6         | 3.0         | 7.5         | 1.3         | VP10               | PCIe 3.0 ×16         |

### Desktop-Modelldaten
| Marke \| Modell | Marke \| Modell | Offizieller Launch | Grafikprozessor (GPU) | Grafikprozessor (GPU) | Grafikprozessor (GPU) | Grafikprozessor (GPU) | Grafikprozessor (GPU) | Grafikprozessor (GPU) | Grafikprozessor (GPU) | Grafikprozessor (GPU) | Grafikprozessor (GPU) | Grafikspeicher  | Grafikspeicher | Grafikspeicher      | Grafikspeicher                 | Leistungsdaten             | Leistungsdaten             | Leistungsdaten | Leistungsdaten | Leistungsaufnahme | Leistungsaufnahme | Leistungsaufnahme |
| Marke \| Modell | Marke \| Modell | Offizieller Launch | Typ                   | Aktive Einheiten      | Aktive Einheiten      | Aktive Einheiten      | Aktive Einheiten      | Aktive Einheiten      | Aktive Einheiten      | Chiptakt              | Chiptakt              | Speicher- größe | Speicher- takt | Speicher- interface | Speicher- bandbreite (in GB/s) | Rechenleistung (in TFlops) | Rechenleistung (in TFlops) | Füllrate       | Füllrate       | MGCP              | Messwerte         | Messwerte         |
| Marke \| Modell | Marke \| Modell | Offizieller Launch | Typ                   | ROPs                  | SM                    | ALUs                  | Textur- einheiten     | Tensor- kerne         | RT- Kerne             | Basis (MHz)           | Boost (MHz)           | Speicher- größe | Speicher- takt | Speicher- interface | Speicher- bandbreite (in GB/s) | Rechenleistung (in TFlops) | Rechenleistung (in TFlops) | Pixel (GP/s)   | Texel (GT/s)   | MGCP              | Idle              | 3D- Last          |
| Marke \| Modell | Marke \| Modell | Offizieller Launch | Typ                   | ROPs                  | SM                    | ALUs                  | Textur- einheiten     | Tensor- kerne         | RT- Kerne             | Basis (MHz)           | Boost (MHz)           | Speicher- größe | Speicher- takt | Speicher- interface | Speicher- bandbreite (in GB/s) | 32 bit                     | 64 bit                     | Pixel (GP/s)   | Texel (GT/s)   | MGCP              | Idle              | 3D- Last          |
| --------------- | --------------- | ------------------ | --------------------- | --------------------- | --------------------- | --------------------- | --------------------- | --------------------- | --------------------- | --------------------- | --------------------- | --------------- | -------------- | ------------------- | ------------------------------ | -------------------------- | -------------------------- | -------------- | -------------- | ----------------- | ----------------- | ----------------- |
| GeForce RTX     | 2060            | 10. Jan. 2020      | TU104                 | 48                    | 30                    | 1920                  | 120                   | 240                   | 30                    | 1365                  | 1680                  | 06 GiB GDDR6    | 1750 MHz       | 192 Bit             | 336                            | 06,45                      | 0,20                       | 080,6          | 201,6          | 160 W             | k. A.             | k. A.             |
| GeForce RTX     | 2060            | 7. Jan. 2019       | TU106                 | 48                    | 30                    | 1920                  | 120                   | 240                   | 30                    | 1365                  | 1680                  | 06 GiB GDDR6    | 1750 MHz       | 192 Bit             | 336                            | 06,45                      | 0,20                       | 080,6          | 201,6          | 160 W             | 9 W               | 160 W             |
| GeForce RTX     | 2060            | 7. Dez. 2021       | TU106                 | 48                    | 34                    | 2176                  | 136                   | 272                   | 34                    | 1470                  | 1650                  | 12 GiB GDDR6    | 1750 MHz       | 192 Bit             | 336                            | 07,18                      | 0,22                       | 079,2          | 224,4          | 184 W             | 9 W               | 185 W             |
| GeForce RTX     | 2060 Super      | 9. Juli 2019       | TU106                 | 64                    | 34                    | 2176                  | 136                   | 272                   | 34                    | 1470                  | 1650                  | 08 GiB GDDR6    | 1750 MHz       | 256 Bit             | 448                            | 07,18                      | 0,22                       | 105,6          | 224,4          | 175 W             | 8 W               | 176 W             |
| GeForce RTX     | 2070            | 17. Okt. 2018      | TU106                 | 64                    | 36                    | 2304                  | 144                   | 288                   | 36                    | 1410                  | 1620                  | 08 GiB GDDR6    | 1750 MHz       | 256 Bit             | 448                            | 07,47                      | 0,23                       | 103,7          | 233,3          | 175 W             | 10 W              | 173 W             |
| GeForce RTX     | 2070 Super      | 9. Juli 2019       | TU104                 | 64                    | 40                    | 2560                  | 160                   | 320                   | 40                    | 1605                  | 1770                  | 08 GiB GDDR6    | 1750 MHz       | 256 Bit             | 448                            | 09,06                      | 0,28                       | 113,3          | 283,2          | 215 W             | 10 W              | 215 W             |
| GeForce RTX     | 2080            | 20. Sep. 2018      | TU104                 | 64                    | 46                    | 2944                  | 184                   | 368                   | 46                    | 1515                  | 1710                  | 08 GiB GDDR6    | 1750 MHz       | 256 Bit             | 448                            | 10,07                      | 0,31                       | 109,4          | 314,6          | 215 W             | 11 W              | 215 W             |
| GeForce RTX     | 2080 Super      | 23. Juli 2019      | TU104                 | 64                    | 48                    | 3072                  | 192                   | 384                   | 48                    | 1650                  | 1815                  | 08 GiB GDDR6    | 1937 MHz       | 256 Bit             | 496                            | 11,15                      | 0,35                       | 116,2          | 348,5          | 250 W             | 9 W               | 246 W             |
| GeForce RTX     | 2080 Ti         | 20. Sep. 2018      | TU102                 | 88                    | 68                    | 4352                  | 272                   | 544                   | 68                    | 1350                  | 1545                  | 11 GiB GDDR6    | 1750 MHz       | 352 Bit             | 616                            | 13,45                      | 0,42                       | 136,0          | 420,2          | 250 W             | 13 W              | 260 W             |

### Notebook-Modelldaten
| Marke \| Modell | Marke \| Modell   | Offizieller Launch | Grafikprozessor (GPU) | Grafikprozessor (GPU) | Grafikprozessor (GPU) | Grafikprozessor (GPU) | Grafikprozessor (GPU) | Grafikprozessor (GPU) | Grafikprozessor (GPU) | Grafikprozessor (GPU) | Grafikprozessor (GPU) | Grafikspeicher  | Grafikspeicher | Grafikspeicher      | Grafikspeicher                 | Leistungsdaten             | Leistungsdaten             | Leistungsdaten | Leistungsdaten | MGCP  |
| Marke \| Modell | Marke \| Modell   | Offizieller Launch | Typ                   | Aktive Einheiten      | Aktive Einheiten      | Aktive Einheiten      | Aktive Einheiten      | Aktive Einheiten      | Aktive Einheiten      | Chiptakt              | Chiptakt              | Speicher- größe | Speicher- takt | Speicher- interface | Speicher- bandbreite (in GB/s) | Rechenleistung (in TFlops) | Rechenleistung (in TFlops) | Füllrate       | Füllrate       | MGCP  |
| Marke \| Modell | Marke \| Modell   | Offizieller Launch | Typ                   | ROPs                  | SM                    | ALUs                  | Textur- einheiten     | Tensor- kerne         | RT- Kerne             | Basis (MHz)           | Boost (MHz)           | Speicher- größe | Speicher- takt | Speicher- interface | Speicher- bandbreite (in GB/s) | Rechenleistung (in TFlops) | Rechenleistung (in TFlops) | Pixel (GP/s)   | Texel (GT/s)   | MGCP  |
| Marke \| Modell | Marke \| Modell   | Offizieller Launch | Typ                   | ROPs                  | SM                    | ALUs                  | Textur- einheiten     | Tensor- kerne         | RT- Kerne             | Basis (MHz)           | Boost (MHz)           | Speicher- größe | Speicher- takt | Speicher- interface | Speicher- bandbreite (in GB/s) | 32 bit                     | 64 bit                     | Pixel (GP/s)   | Texel (GT/s)   | MGCP  |
| --------------- | ----------------- | ------------------ | --------------------- | --------------------- | --------------------- | --------------------- | --------------------- | --------------------- | --------------------- | --------------------- | --------------------- | --------------- | -------------- | ------------------- | ------------------------------ | -------------------------- | -------------------------- | -------------- | -------------- | ----- |
| GeForce RTX     | 2060 Mobile       | 29. Jan. 2019      | TU1060                | 48                    | 30                    | 1920                  | 120                   | 240                   | 30                    | 960                   | 1200                  | 6 GiB GDDR6     | 1750 MHz       | 192 Bit             | 336                            | 4,61                       | 0,14                       | 057,6          | 144,0          | 115 W |
| GeForce RTX     | 2060 Mobile       | 29. Jan. 2019      | TU106B                | 48                    | 30                    | 1920                  | 120                   | 240                   | 30                    | 1005                  | 1560                  | 6 GiB GDDR6     | 1375 MHz       | 192 Bit             | 264                            | 5,99                       | 0,19                       | 074,9          | 187,2          | 175 W |
| GeForce RTX     | 2060 Super Mobile | 9. Juli 2019       | TU1060                | 64                    | 34                    | 2176                  | 136                   | 272                   | 34                    | 1470                  | 1530                  | 8 GiB GDDR6     | 1750 MHz       | 256 Bit             | 448                            | 6,66                       | 0,21                       | 097,9          | 208,1          | 175 W |
| GeForce RTX     | 2070 Mobile       | 29. Jan. 2019      | TU1060                | 64                    | 36                    | 2304                  | 144                   | 288                   | 36                    | 1215                  | 1440                  | 8 GiB GDDR6     | 1750 MHz       | 256 Bit             | 448                            | 6,64                       | 0,21                       | 092,2          | 207,4          | 115 W |
| GeForce RTX     | 2070 Mobile       | 4. März 2020       | TU106B                | 64                    | 36                    | 2304                  | 144                   | 288                   | 36                    | 1260                  | 1455                  | 8 GiB GDDR6     | 1375 MHz       | 256 Bit             | 352                            | 6,71                       | 0,21                       | 093,1          | 209,5          | 115 W |
| GeForce RTX     | 2070 Super Mobile | 2. Apr. 2020       | TU1040                | 64                    | 40                    | 2560                  | 160                   | 320                   | 40                    | 1140                  | 1380                  | 8 GiB GDDR6     | 1750 MHz       | 256 Bit             | 448                            | 7,07                       | 0,22                       | 088,3          | 220,8          | 115 W |
| GeForce RTX     | 2080 Mobile       | 29. Jan. 2019      | TU1040                | 64                    | 46                    | 2944                  | 184                   | 368                   | 46                    | 1380                  | 1590                  | 8 GiB GDDR6     | 1750 MHz       | 256 Bit             | 448                            | 9,36                       | 0,29                       | 101,8          | 292,6          | 150 W |
| GeForce RTX     | 2080 Super Mobile | 2. Apr. 2020       | TU1040                | 64                    | 48                    | 3072                  | 192                   | 384                   | 48                    | 1365                  | 1560                  | 8 GiB GDDR6     | 1750 MHz       | 256 Bit             | 448                            | 9,59                       | 0,30                       | 099,8          | 299,5          | 150 W |

| Marke \| Modell | Marke \| Modell  | Offizieller Launch | Grafikprozessor (GPU) | Grafikprozessor (GPU) | Grafikprozessor (GPU) | Grafikprozessor (GPU) | Grafikprozessor (GPU) | Grafikprozessor (GPU) | Grafikprozessor (GPU) | Grafikprozessor (GPU) | Grafikprozessor (GPU) | Grafikspeicher  | Grafikspeicher | Grafikspeicher      | Grafikspeicher                 | Leistungsdaten             | Leistungsdaten             | Leistungsdaten | Leistungsdaten | MGCP  |
| Marke \| Modell | Marke \| Modell  | Offizieller Launch | Typ                   | Aktive Einheiten      | Aktive Einheiten      | Aktive Einheiten      | Aktive Einheiten      | Aktive Einheiten      | Aktive Einheiten      | Chiptakt              | Chiptakt              | Speicher- größe | Speicher- takt | Speicher- interface | Speicher- bandbreite (in GB/s) | Rechenleistung (in TFlops) | Rechenleistung (in TFlops) | Füllrate       | Füllrate       | MGCP  |
| Marke \| Modell | Marke \| Modell  | Offizieller Launch | Typ                   | ROPs                  | SM                    | ALUs                  | Textur- einheiten     | Tensor- kerne         | RT- Kerne             | Basis (MHz)           | Boost (MHz)           | Speicher- größe | Speicher- takt | Speicher- interface | Speicher- bandbreite (in GB/s) | Rechenleistung (in TFlops) | Rechenleistung (in TFlops) | Pixel (GP/s)   | Texel (GT/s)   | MGCP  |
| Marke \| Modell | Marke \| Modell  | Offizieller Launch | Typ                   | ROPs                  | SM                    | ALUs                  | Textur- einheiten     | Tensor- kerne         | RT- Kerne             | Basis (MHz)           | Boost (MHz)           | Speicher- größe | Speicher- takt | Speicher- interface | Speicher- bandbreite (in GB/s) | 32 bit                     | 64 bit                     | Pixel (GP/s)   | Texel (GT/s)   | MGCP  |
| --------------- | ---------------- | ------------------ | --------------------- | --------------------- | --------------------- | --------------------- | --------------------- | --------------------- | --------------------- | --------------------- | --------------------- | --------------- | -------------- | ------------------- | ------------------------------ | -------------------------- | -------------------------- | -------------- | -------------- | ----- |
| GeForce RTX     | 2060 Max-Q       | 29. Jan. 2019      | TU1060                | 48                    | 30                    | 1920                  | 120                   | 240                   | 30                    | 975                   | 1185                  | 6 GiB GDDR6     | 1375 MHz       | 192 Bit             | 264                            | 4,55                       | 0,14                       | 56,9           | 142,2          | 065 W |
| GeForce RTX     | 2060 Max-Q       | 29. Jan. 2019      | TU106B                | 48                    | 30                    | 1920                  | 120                   | 240                   | 30                    | 960                   | 1200                  | 6 GiB GDDR6     | 1353 MHz       | 192 Bit             | 260                            | 4,61                       | 0,14                       | 57,6           | 144,0          | 115 W |
| GeForce RTX     | 2070 Max-Q       | 29. Jan. 2019      | TU1060                | 64                    | 36                    | 2304                  | 144                   | 288                   | 36                    | 885                   | 1185                  | 8 GiB GDDR6     | 1500 MHz       | 256 Bit             | 384                            | 5,46                       | 0,17                       | 75,8           | 170,6          | 090 W |
| GeForce RTX     | 2070 Max-Q       | 4. März 2020       | TU106B                | 64                    | 36                    | 2304                  | 144                   | 288                   | 36                    | 900                   | 1125                  | 8 GiB GDDR6     | 1375 MHz       | 256 Bit             | 352                            | 5,18                       | 0,16                       | 72,0           | 162,0          | 115 W |
| GeForce RTX     | 2070 Super Max-Q | 2. Apr. 2020       | TU1040                | 64                    | 40                    | 2560                  | 160                   | 320                   | 40                    | 930                   | 1155                  | 8 GiB GDDR6     | 1375 MHz       | 256 Bit             | 352                            | 5,91                       | 0,18                       | 73,9           | 184,8          | 080 W |
| GeForce RTX     | 2080 Max-Q       | 29. Jan. 2019      | TU1040                | 64                    | 46                    | 2944                  | 184                   | 368                   | 46                    | 735                   | 1095                  | 8 GiB GDDR6     | 1500 MHz       | 256 Bit             | 384                            | 6,45                       | 0,20                       | 70,1           | 201,5          | 080 W |
| GeForce RTX     | 2080 Super Max-Q | 2. Apr. 2020       | TU1040                | 64                    | 48                    | 3072                  | 192                   | 384                   | 48                    | 735                   | 975                   | 8 GiB GDDR6     | 1375 MHz       | 256 Bit             | 352                            | 5,99                       | 0,19                       | 62,4           | 187,2          | 080 W |